# リチャード・ハミルトン (画家)
リチャード・ハミルトン（Richard Hamilton CH、1922年2月24日 - 2011年9月13日）は、イギリスの画家。
彼の作品『一体何が今日の家庭をこれほどに変え、魅力あるものにしているのか』は、発表当時は物議を醸したが、現在では最初のポップアート作品として高く評価されている。

## 人物
ロンドン生まれ。スレード美術学校で絵画を学び、イギリスのオックスフォードシャーに在住、制作活動を行っていた。ポップアートの先駆的存在とされる。1957年から王立芸術大学（ロイヤル・カレッジ・オブ・アート）で後進の指導にあたった。
2008年、高松宮殿下記念世界文化賞を受賞。
2011年9月13日、英国国内で死去。89歳没。死因は公表されていない。

## 代表作
- 『一体何が今日の家庭をこれほどに変え、魅力あるものにしているのか』 Just what is it that makes today´s homes so different, so appealing?,1956
- 『アイム・ドリーミング・オブ・ア・ホワイト・クリスマス』 - スクリーン・プリントのプロジェクト。映画『ホリディ・イン』のワン・シーンーホテルのロビーに立っているスリーピースのスーツを着たビング・クロスビーの映像―を、その色彩を変えながらキャンバス上に転写し、フィルムのネガとポジ的な関係をもった何種類かのヴァリエーションを作り上げ、それらに、『アイム・ドリーミング・オブ・ア・ホワイト・クリスマス』、または、『アイム・ドリーミング・オブ・ア・ブラック・クリスマス』というタイトルを付けるという作品。
- 『ザ・ビートルズ』（ジャケット）